# Carl Hamburger
Carl Hamburger (* 9. September 1828 in Frankfurt am Main; † 3. August 1913 ebenda) war ein deutscher Jurist und Politiker.
Hamburger studierte Rechtswissenschaften und wurde zum Dr. jur. promoviert. Am 11. September 1850 wurde er als Advokat in der Freien Stadt Frankfurt zugelassen. Dort war er auch politisch aktiv und war 1862 bis zum Ende der freien Stadt 1866 Mitglied des Gesetzgebenden Körpers der Freien Stadt Frankfurt. Nach der Annexion der Freien Stadt durch Preußen war er Stadtverordneter.
Er gehörte 1881 zu den vier Gründern der Metallgesellschaft, auch wenn er mit 12.500 Mark gegenüber den anderen Aktionären Leo Ellinger, Zachary Hochschild und Wilhelm Merton, die jeweils 662.500 Mark gezeichnet hatten, der weitaus kleinste Aktionär war. Er war Rechtsberater der Metallgesellschaft und von 1881 bis zu seinem Tod Mitglied des Aufsichtsrates. Er wurde mit dem Ehrentitel eines Geheimen Justizrates ausgezeichnet. Zudem war er Mitglied der Frankfurter Freimaurerloge Carl zum Lindenberg.